# William Edward Hill Pascoe
William Edward Hill Pascoe, avstralski general, * 12. oktober 1893, † 19. junij 1956.